# Taubenbach (Murr)
Der Taubenbach ist ein Bach im Murrhardter Wald im Gebiet der Kleinstadt Murrhardt im baden-württembergischen Rems-Murr-Kreis, der nach etwas über zwei Kilometer langem Lauf ungefähr nach Osten nahe dem Murrhardter Weiler Käsbach von links in die obere Murr mündet.

## Geographie

### Verlauf
Der Taubenbach entsteht auf 504 m ü. NHN westnordwestlich des Murrhardter Weilers Vorderwestermurr am Osthang Althau des Hoblersbergs weniger als 50 Meter von der obersten Murr-Quelle dort entfernt. Der Bach fließt im Wald ostwärts, durchläuft etwa 20 Höhenmeter tiefer zwei kleine Waldteiche und tritt nach etwa 0,4 km an den feuchten Waldrand zum Wiesengewann Strüt im Süden. Etwa hundert Meter weiter unterquert der Bach die Landesstraße L 1119 von Murrhardt im Norden nach Vorderwestermurr im Süden. Zwischen den Wiesengewannen Dotter im Norden und Hutzel im Süden läuft der Bach weiter als unscheinbarer Graben fast ohne Strauchbewuchs am Ufer und abschnittsweise auch verdolt bis zu einem südlichen Zipfel des Waldes Salenbusch, dem er dann in natürlicherem, etwas geschlängeltem Lauf und etwa einen Meter breit entlangzieht, bis auch wieder ans linke Ufer eine Wiese herantritt und er gleich danach eine westwärts von der Siedlungsmitte des Murrhardter Weilers Käsbach entfernte Häusergruppe im Gewann Gerenmahd erreicht.
Dort wendet er sich auf hinfort bis zur Mündung ostsüdöstlichen bis südöstlichen Lauf, unterquert die K 1900 Vorderwestermurr–Käsbach und tritt auf der anderen Seite gleich in seine waldbewachsene Unterlaufklinge ein. In diesem steilen Talabschnitt läuft etwa einen halben Kilometer vor der Mündung von Westen her die Nebenklinge des Klein-Taubenbächles zu und knapp zweihundert Meter weiter abwärts von links und zuletzt Norden etwas südlich des gleichnamigen Weilers die des Käsbachs, des größten Zuflusses. Der Taubenbach ist in seiner Unterlaufklinge bis zu drei Meter breit, fließt über sandiger oder steiniger Sohle, an manchen Stellen fällt er auch über auslaufende Sandsteinplatten herab. An den zu Rutschungen neigenden Hängen liegen Sickerquellen.
Etwa 0,7 km südöstlich der Ortsmitte von Käsbach mündet der Taubenbach schließlich nach 2,3 km langem Lauf mit mittleren Sohlgefälle von etwa 53 ‰ auf ca. 382 m ü. NHN und damit rund 122 Höhenmeter unterhalb seines Ursprungs von links in die obere Murr, die dort über 70 Meter unterhalb ihrer Talrandhöhen ebenfalls in einer walderfüllten Klinge läuft. Nur etwa 100 Meter bachabwärts fließt dem Fluss aus einer Waldklinge an der anderen Seite der Sitterichbach zu.

### Einzugsgebiet
Der Taubenbach hat ein etwa 1,9 km² großes Einzugsgebiet, das naturräumlich gesehen im Unterraum Murrhardter Wald der Schwäbisch-Fränkischen Waldberge liegt. Es erreicht mit etwa 533 m ü. NHN auf dem Hoblersberg (Gipfel auf 539,9 m ü. NHN) seine größte Höhe.
Reihum grenzt es an die Einzugsgebiete der folgenden Nachbargewässer:
- Im Süden und Westen konkurriert die oberste Murr;
- jenseits der höchsten nordwestlichen Wasserscheide entspringen der erst am Stadtkern von Murrhardt in die obere Murr mündende Großkehbach, dessen rechter Zufluss Kleinkehbach und zuletzt im Norden der Bach durch die Hozenklinge, der die Murr schon zuvor wenig nach dem Beginn der geschlossenen Bebauung vom Murrhardt erreicht;
- Im Nordosten läuft deren nächster linke Zufluss Köchersbächle in etwa selber Richtung wie der Taubenbach zur oberen Murr.

Das Einzugsgebiet ist im Anstieg zur nordwestlichen Wasserscheide mit Wald bedeckt, ebenso in der Unterlaufklinge. In der offenen Flur dominieren die Wiesen gegenüber den Äckern. Der einzige Siedlungsplatz am Lauf ist eine alleinstehende Häusergruppe des Murrhardter Weilers Käsbach westlich der Weilermitte, die selbst am Zulauf des Namens Käsbach liegt. Die Siedlungsplätze dieses Weilers liegen vollständig innerhalb des Einzugsgebietes, der auf der Wasserscheide zur Murr stehende Weiler Vorderwestermurr von Murrhardt dagegen nur etwa zur Hälfte. Außer ihnen gibt es keine Besiedlung im ganz zum Stadtgebiet von Murrhardt gehörenden Einzugsgebiet.

### Zuflüsse und Seen
Hierarchische Liste der Zuflüsse und  Seen, jeweils von der Quelle zur Mündung. Gewässerlänge, Seefläche, Einzugsgebiet und Höhe nach den entsprechenden Layern auf der Onlinekarte der LUBW. Andere Quellen für die Angaben sind vermerkt.
Ursprung des Taubenbachs auf etwa 504 m ü. NHN etwa 0,8 km westnordwestlich der Ortsmitte von Vorderwestermurr am bewaldeten Südosthang Althau des Hoblersbergs (539,9 m ü. NHN). Der Bach entspringt weniger als 50 Meter entfernt von der obersten Quelle des Murr-Astes vom Hoblersberg herab, der anfangs südwärts läuft, während der Taubenbach zunächst und lange nach Osten fließt.
- Durchfließt auf etwa 484 m ü. NHN zwei Waldteiche im Althau, zusammen unter 0,1 ha.
- (Bach am Salenbusch), von links und Westnordwesten auf etwa 452 m ü. NHN kurz vor einer Häusergruppe westlich von Käsbach, ca. 0,4 km[LUBW 7] und ca. 0,3 km². Entsteht auf etwa 470 m ü. NHN am Rand des Wiesengewanns Dotter im Süden zum Waldgewann Salenbusch im Norden.
An diesem Zufluss wendet sich der Taubenbach auf südsüdöstlichen bis südöstlichen Lauf bis zur Mündung.
- Klein-Taubenbächle[LUBW 8], von rechts und Südsüdwesten auf etwa 418 m ü. NHN in der bewaldeten Unterlaufklinge des Taubenbachs, 0,6 km und etwas über 0,2 km². Entsteht auf etwa 466 m ü. NHN östlich von Vorderwestermurr.
- Käsbach[2], von links und Nordwesten auf etwa 408 m ü. NHN südlich von Käsbach, 1,1 km und ca. 0,6 km². Entsteht auf etwa 471 m ü. NHN im Wiesengewann Kirchmahd wenig vor dem Waldvorsprung Strüt.
  -  Durchfließt auf etwas über 430 m ü. NHN einen Teich am Südrand von Käsbach, unter 0,1 ha.

Mündung des Taubenbachs von links und zuletzt Nordwesten auf etwa 382 m ü. NHN etwa 0,7 km südöstlich der Ortsmitte von Käsbach in die obere Murr. Der Taubenbach ist 2,3 km lang und hat ein ca. 1,9 km² großes Einzugsgebiet.

## Geologie
Die in der Ablagerungsfolge höchste mesozoische Schicht im Einzugsgebiet ist der Stubensandstein (Löwenstein-Formation), der den überwiegenden Teil von ihm vor und beidseits der Unterlaufklinge bedeckt, in den Talmulden vor dieser teils schmal überlagert von eingeschwemmtem Material. In der südöstlich laufenden Unterlaufklinge durchteuft der Bach noch vor seinen zwei Unterlaufzuflüssen schnell die Oberen Bunten Mergel (Mainhardt-Formation) und fließt dann lange im Kieselsandstein (Hassberge-Formation). Zuletzt schneidet er sich noch in die Unteren Bunten Mergel (Steigerwald-Formation) und mündet in diesen.

## Natur und Schutzgebiete
Am Taubenbach, seinen Zuläufen und auch in gewässerfernerer Lage gibt es einige Feuchtgebiete, ein kleines neben der L 1119 nördlich von Vorderwestermuss ist als Naturdenkmal ausgewiesen. Am Rand des Salenwaldes stehen am Taubenbach Schwarz-Erlen und Eschen, in seiner Unterlaufklinge dagegen meist Mischwald. Dem größten Zufluss Käsbach folgt auf seinem bald mäandrierenden Lauf eine Galerie aus Laubholz noch vor dem gleichnamigen Weiler und dem nach diesem beginnenden Klingenabschnitt.
Der weit überwiegende Teil des Einzugsgebietes, ausgenommen nur einen schmalen Randstreifen am nordöstlichen Hoblersberg und das Weichbild der zwei Murrhardter Weiler, liegt in Landschaftsschutzgebieten, der größte Teil im Landschaftsschutzgebiet Murrhardter Wald, ein nur recht kleiner, meist mündungsnaher Anteil im Landschaftsschutzgebiet Gebiete um die Murrquellflüsse.
Es gibt darin auch zwei Wasserschutzgebiete, ein kleines linksseits des mittleren Klein-Taubenbach schützt die Jungsche Quelle dort, seine weite Ausdehnung auf einen Großteil des oberen Taubenbach-Einzugsgebiets ist im Verfahren. Das andere liegt nur teilweise innerhalb auf dem Sporn zwischen den Klingen des unteren Käsbachs, des untersten Taubenbachs und der abfließenden Murr, es schützt zwei Quellfassungen, von denen sich wenigstens eine außerhalb am oberen Murrtalhang befindet. Das gesamte Gebiet liegt im Naturpark Schwäbisch-Fränkischer Wald.

### LUBW
Amtliche Online-Gewässerkarte mit passendem Ausschnitt und den hier benutzten Layern: Lauf und Einzugsgebiet des Taubenbachs

Allgemeiner Einstieg ohne Voreinstellungen und Layer: Daten- und Kartendienst der Landesanstalt für Umwelt Baden-Württemberg (LUBW) (Hinweise)
1. 1 2 3 4  Höhe nach dem Höhenlinienbild auf dem Hintergrundlayer Topographische Karte.
2. 1 2  Länge nach dem Layer Gewässernetz (AWGN).
3. 1 2  Einzugsgebiet abgemessen auf dem Hintergrundlayer Topographische Karte.
4. 1 2  Schutzgebiete nach den einschlägigen Layern, Natur teilweise nach dem Layer Biotop.
5. ↑  Höhe nach grauer Beschriftung auf dem Hintergrundlayer Topographische Karte.
6. ↑  Seefläche nach dem Layer Stehende Gewässer.
7. ↑  Länge abgemessen auf dem Hintergrundlayer Topographische Karte.
8. ↑  Auf den Gewässerlayern Klein Taubenbächle genannt und hier orthographisch zu Klein-Taubenbächle korrigiert.
9. ↑  Höhe nach schwarzer Beschriftung auf dem Hintergrundlayer Topographische Karte.

### Andere Belege
1. ↑  Hansjörg Dongus: Geographische Landesaufnahme: Die naturräumlichen Einheiten auf Blatt 171 Göppingen. Bundesanstalt für Landeskunde, Bad Godesberg 1961. → Online-Karte (PDF; 4,3 MB)
2. ↑  Name Käsbach nach mündungsnaher blauer Beschriftung auf dem Meßtischblatt 7023 Murrhardt von 1903 in der Deutschen Fotothek
3. ↑  Geologie nach den Layern zu Geologische Karte 1:50.000 auf: Mapserver des Landesamtes für Geologie, Rohstoffe und Bergbau (LGRB) (Hinweise). Ein ähnliches Bild bietet die Geologische Karte des Naturparks Schwäbisch-Fränkischer Wald 1:50.000, herausgegeben vom Landesamt für Geologie, Rohstoffe und Bergbau Baden-Württemberg, Freiburg i. Br. 2001.